# Акоста, Анхель
Анхель Акоста Гомес (исп. Ángel Acosta Gómez; 8 октября 1990, Сан-Хуан, Пуэрто-Рико) — пуэрто-риканский боксёр. Чемпион мира в 1-й наилегчайшей весовой категории (WBO, 2017—2019).
Чемпион Игр Центральной Америки и Карибского бассейна (2010), чемпион Пуэрто-Рико (2010).

## Любительская карьера

### Чемпионат Пуэрто-Рико 2010
Выступал в 1-й наилегчайшей весовой категории (до 48 кг). В четвертьфинале победил Исраэля Васкеса. В полуфинале победил Брайана Акиньо. В финале победил Эмануэля Рамиреса.

### Игры Центральной Америки и Карибского бассейна 2010
Выступал в 1-й наилегчайшей весовой категории (до 48 кг). В четвертьфинале победил колумбийца Арлеса Контрераса. В полуфинале победил костариканца Давида Хименеса. В финале победил гватемальца Альваро Варгаса.

### Чемпионат Пуэрто-Рико 2011
Выступал в 1-й наилегчайшей весовой категории (до 49 кг). Завоевал бронзовую медаль.

## Профессиональная карьера
Дебютировал на профессиональном ринге 17 ноября 2012 года, одержав победу техническим нокаутом в 3-м раунде.
В июне 2013 года подписал контракт с промоутерской компанией Мигеля Котто.
11 февраля 2017 года нокаутировал в 10-м раунде намибийца Джафета Уутони и стал обязательным претендентом на титул чемпиона мира в 1-м наилегчайшем весе по версии WBO.

### Чемпионский бой сКосэем Танакой
20 мая 2017 года встретился с чемпионом мира в 1-м наилегчайшем весе по версии WBO не имеющим поражений японцем Косэем Танакой. Поединок продлился все 12 раундов. Судьи единогласно отдали победу японцу: 116—111 и 117—110 (дважды).

### Чемпионский бой сХуаном Алехо
2 декабря 2017 года встретился с бывшим претендентом на титул чемпиона мира в 1-м наилегчайшем весе мексиканцем Хуаном Алехо. На кону стоял вакантный титул чемпиона мира 1-м наилегчайшем весе по версии WBO. Акоста победил нокаутом в 10-м раунде.
16 июня 2018 года нокаутировал в 12-м раунде бывшего претендента на титул чемпиона мира в минимальном весе никарагуанца Карлоса Буитраго.
13 октября 2018 года нокаутировал во 2-м раунде мексиканца Абрахама Родригеса.
30 марта 2019 года нокаутировал в 8-м раунде экс-чемпиона мира в 1-м наилегчайшем весе мексиканца Ганигана Лопеса.
21 июня 2019 года проиграл нокаутом в 12-м раунде мексиканцу Элвину Сото и потерял титул. К тому моменту Акоста вёл на карточках всех трёх судей: 107—101, 106—102 и 105—103.

### Чемпионский бой с Дзюнто Накатани
10 сентября 2021 года встретился с чемпионом мира в наилегчайшем весе по версии WBO не имеющим поражений японцем Дзюнто Накатани. Потерпел поражение техническим нокаутом в 4-м раунде.
26 августа 2023 года во второй раз встретился с Карлосом Буитраго. Победил по очкам.

## Статистика боёв
В таблице перечислены результаты всех поединков боксёров.
В каждой строке указан результат поединка. Дополнительно номер поединка обозначен цветом, который обозначает итог поединка. Расшифровка обозначений и цветов представлена в нижеследующей таблице.
| Пример | Расшифровка                     |
| ------ | ------------------------------- |
|        | Победа                          |
|        | Ничья                           |
|        | Поражение                       |
|        | Планируемый поединок            |
|        | Поединок признан несостоявшимся |
| КО     | Нокаут                          |
| ТКО    | Технический нокаут              |
| PTS    | Решение судей (по очкам)        |
| UD     | Единогласное решение судей      |
| MD     | Решение большинства судей       |
| SD     | Раздельное решение судей        |
| RTD    | Отказ от продолжения боя        |
| DQ     | Дисквалификация                 |
| NC     | Поединок признан несостоявшимся |

| Бой | Дата             | Соперник                         | Место проведения                                                                      | Результат  | Примечание |
| --- | ---------------- | -------------------------------- | ------------------------------------------------------------------------------------- | ---------- | --- |
| 29  | 6 июля 2024      | Рикардо Рафаэль Сандоваль (24-2) | Toyota Arena, Онтэрио, Калифорния, США                                                | KO10 (10)  | Вакантный титул WBC Silver в наилегчайшем весе.                                                                 |
| 28  | 26 августа 2023  | Карлос Буитраго (37-9-1)         | Coliseo Roberto Clemente, Сан-Хуан, Пуэрто-Рико                                       | UD10 (10)  | Вакантный титул WBO International в 1-м наилегчайшем весе. Счёт: 98-92 и 99-91 (дважды).                        |
| 27  | 6 апреля 2023    | Ангелино Кордова (17-0-1)        | Fantasy Springs Resort Casino, Индио, Калифорния, США                                 | UD10 (10)  | Вакантный титул WBO International в наилегчайшем весе. Счёт: 93-96 и 94-95 (дважды).                            |
| 26  | 12 мая 2022      | Ханиэль Ривера (18-8-3)          | Fantasy Springs Resort Casino, Индио, Калифорния, США                                 | KO1 (10)   | |
| 25  | 10 сентября 2021 | Дзюнто Накатани (21-0)           | Casino Del Sol, Тусон, Аризона, США                                                   | TKO4 (12)  | Чемпион мира в наилегчайшем весе по версии WBO (1-я защита Накатани).                                           |
| 24  | 18 марта 2021    | Хильберто Мендоса (17-9-3)       | Albergue Olímpico, Салинас, Пуэрто-Рико                                               | UD8 (8)    | Мендоса в нокдауне в 7-м раунде. Счёт: 79-72 (все).                                                             |
| 23  | 24 октября 2019  | Раймонд Табугон (22-10-1)        | Fantasy Springs Resort Casino, Индио, Калифорния, США                                 | KO5 (10)   | Вакантный титул WBO International в наилегчайшем весе.                                                          |
| 22  | 21 июня 2019     | Элвин Сото (14-1)                | Fantasy Springs Resort Casino, Индио, Калифорния, США                                 | KO12 (12)  | Чемпион мира в 1-м наилегчайшем весе по версии WBO (4-я защита Акосты).                                         |
| 21  | 30 марта 2019    | Ганиган Лопес (35-8)             | Fantasy Springs Resort Casino, Индио, Калифорния, США                                 | KO8 (12)   | Чемпион мира в 1-м наилегчайшем весе по версии WBO (3-я защита Акосты).                                         |
| 20  | 13 октября 2018  | Абрахам Родригес (23-1)          | Hard Rock Hotel and Casino, Лас-Вегас, Невада, США                                    | KO2 (12)   | Чемпион мира в 1-м наилегчайшем весе по версии WBO (2-я защита Акосты).                                         |
| 19  | 16 июня 2018     | Карлос Буитраго (30-3-1)         | José Miguel Agrelot Coliseum, Сан-Хуан, Пуэрто-Рико                                   | TKO12 (12) | Чемпион мира в 1-м наилегчайшем весе по версии WBO (1-я защита Акосты).                                         |
| 18  | 2 декабря 2017   | Хуан Алехо (24-4-1)              | Мэдисон-сквер-гарден, Нью-Йорк, штат Нью-Йорк, США                                    | TKO10 (12) | Вакантный титул чемпиона мира в 1-м наилегчайшем весе по версии WBO.                                            |
| 17  | 20 мая 2017      | Косэй Танака (8-0-0)             | Takeda Teva Ocean Arena, Нагоя, Айти, Япония                                          | UD12 (12)  | Чемпион мира в 1-м наилегчайшем весе по версии WBO (1-я защита Танаки). Счёт судей: 111-116 и 110-117 (дважды). |
| 16  | 11 февраля 2017  | Джафет Уутони (12-1-0)           | Coliseo Roger L. Mendoza, Кагуас, Пуэрто-Рико                                         | TKO10 (12) | Элиминатор WBO в 1-м наилегчайшем весе. Уутони в нокдауне во 2-м, 5-м, 8-м и 10-м раундах.                      |
| 15  | 12 ноября 2016   | Луис Сеха (28-5-3)               | Complejo Ferial, Понсе, Пуэрто-Рико                                                   | KO2 (10)   | Вакантный титул WBO Latino в 1-м наилегчайшем весе.                                                             |
| 14  | 6 августа 2016   | Хуан Гусман (22-5-0)             | Coliseo Cosme Beitia Salamo, Катаньо, Пуэрто-Рико                                     | KO1 (8)    | |
| 13  | 23 апреля 2016   | Эриксон Мартелл (12-5-1)         | Coliseo Roger L. Mendoza, Кагуас, Пуэрто-Рико                                         | KO2 (8)    | Титул WBC FECARBOX в 1-м наилегчайшем весе (1-я защита Акосты).                                                 |
| 12  | 5 декабря 2015   | Фелипе Ривас (16-16-4)           | Osceola Heritage Center, Киссимми, Флорида, США                                       | KO3 (6)    | |
| 11  | 8 августа 2015   | Луис Альмендарес (3-3-0)         | Coliseo Héctor Solá Bezares, Кагуас, Пуэрто-Рико                                      | KO1 (8)    | |
| 10  | 14 марта 2015    | Армандо Васкес (23-13-1)         | Coliseo Roger L. Mendoza, Кагуас, Пуэрто-Рико                                         | KO7 (8)    | Вакантный титул WBC FECARBOX в 1-м наилегчайшем весе.                                                           |
| 9   | 15 ноября 2014   | Виктор Руис (17-3-0)             | Alamodome, Сан-Антонио, Техас, США                                                    | RTD6 (6)   | |
| 8   | 17 сентября 2014 | Эдуардо Хуан (0-5-0)             | Polideportivo De Sabana Perdida, Санто-Доминго, Доминиканская республика              | TKO2 (4)   | |
| 7   | 14 июня 2014     | Эдуардо Валенсуэла (6-4-1)       | Bally’s Atlantic City, Атлантик-Сити, Нью-Джерси, США                                 | TKO3 (6)   | Валенсуэла в нокдауне в 1-м раунде.                                                                             |
| 6   | 1 февраля 2014   | Алексис Диас (0-3-1)             | Coliseo Roger L. Mendoza, Кагуас, Пуэрто-Рико                                         | KO1 (6)    | |
| 5   | 26 октября 2013  | Педро Ортис (2-1-1)              | Coliseo Rafael G Amalbert, Хункос, Пуэрто-Рико                                        | TKO4 (4)   | Ортис три раза в нокдауне в 4-м раунде.                                                                         |
| 4   | 24 августа 2013  | Хосе Адан Фернандес (2-2-0)      | Coliseo Pedro Julio Nolasco, Ла-Романа, провинция Ла-Романа, Доминиканская республика | TKO1 (6)   | |
| 3   | 22 июня 2013     | Доминго Берроа (0-8-0)           | Coliseo Pedro Julio Nolasco, Ла-Романа, провинция Ла-Романа, Доминиканская республика | TKO3 (4)   | |
| 2   | 23 февраля 2013  | Кристиан Лопес (3-3-2)           | Coliseo Cosme Beitia Salamo, Катаньо, Пуэрто-Рико                                     | TKO2 (4)   | |
| 1   | 17 ноября 2012   | Алексис Диас (0-0-1)             | Coliseo Roger L. Mendoza, Кагуас, Пуэрто-Рико                                         | TKO3 (4)   | |
| Бой | Дата             | Соперник                         | Место проведения                                                                      | Результат  | Примечание |

## Титулы и достижения

### Любительские
- 2010.  Чемпион Пуэрто-Рико в 1-м наилегчайшем весе (до 48 кг).
- 2010.  Чемпион Игр Центральной Америки и Карибского бассейна в 1-м наилегчайшем весе (до 48 кг).
- 2011.  Бронзовый призёр чемпионата Пуэрто-Рико в 1-м наилегчайшем весе (до 49 кг).

### Профессиональные

#### Региональные
- Титул WBC FECARBOX в 1-м наилегчайшем весе (2015—2016).
- Титул WBO Latino в 1-м наилегчайшем весе (2016—2017).
- Титул WBO International в наилегчайшем весе (2019).
- Титул WBO International в 1-м наилегчайшем весе (2023—н. в.).

#### Мировые
- Чемпион мира в 1-м наилегчайшем весе по версии WBO (2017—2019).